# IC 1059
IC 1059 ist eine linsenförmige Galaxie vom Hubble-Typ S0-a im Sternbild Waage am Südsternhimmel. Sie ist rund 354 Millionen Lichtjahre von der Milchstraße entfernt.
Das Objekt wurde am 16. Juni 1893 von Stéphane Javelle entdeckt.